# Hatem Abd Elhamed
Hatem Abd Elhamed (hebräisch חאתם עבד אלחמד, arabisch حاتم عبد الحميد; * 18. März 1991 in Kafr Manda) ist ein arabisch-israelischer Fußballspieler. Er steht bei Hapoel Be’er Scheva unter Vertrag und ist Nationalspieler von Israel.

## Karriere

### Verein
Hatem Abd Elhamed kam im Jahr 2007 als 16-Jähriger zum FC Bnei Sachnin, für den er die nächsten zwei Jahre in der Jugend des Vereins verbrachte. Im Jahr 2009 folgte ein Wechsel innerhalb seiner Jugendzeit zu Maccabi Tel Aviv. Dort spielte er ein weiteres Jahr in der Jugend, bevor er seinen ersten Vertrag als Profi erhielt. Sein Debüt als Profi gab der Abwehrspieler am 8. August 2010 gegen seinen früheren Verein Bnei Sachnin im Ligapokal. Am 1. Februar 2011 wurde Abd Elhamid nach Belgien zu Sporting Charleroi verliehen. Einen Monat später absolvierte er sein einziges Spiel für Charleroi als Einwechselspieler in der Pro League gegen Standard Lüttich.
Nach seiner Leihe verpflichtete ihn im Juli 2011 der MS Aschdod. Dort verblieb er für die folgenden vier Jahre. Dabei war er in jeder Saison als Stammspieler beim israelischen Erstligisten gesetzt. Von Januar bis Mai 2015 war er nach Rumänien an Dinamo Bukarest verliehen. In 13 von 17 möglichen Ligaspielen der Rückserie in der Saison 2014/15 kam er zum Einsatz. Dabei gelangen ihm als Defensivspieler drei Tore. Im Juli 2015 wechselte er für eine Ablösesumme von einer Million Euro zum KAA Gent. Nachdem er für den Verein nur einmal zum Einsatz gekommen war, wurde er an seinen alten Verein MS Aschdod verliehen. Hier kam er als Stammspieler beim israelischen Verein auf seine Einsatzminuten. Nach der Leihe und ohne ein weiteres Spiel für Gent wechselte Abd Elhamed für eine Ablöse zum amtierenden israelischen Meister Hapoel Be’er Scheva. Mit dem Verein konnte er in der Saison 2017/18 den Titel aus der Vorsaison erfolgreich verteidigen. Be’er Scheva stellte dabei die beste Defensive woran Abd Elhamed als Innenverteidiger großen Anteil hatte.
Im Juli 2019 verpflichtete Celtic Glasgow Abd Elhamed und stattete ihn mit einem Vierjahresvertrag aus. Sein Debüt gab er am 1. Spieltag der Saison 2019/20 beim 7:0-Heimsieg über den FC St. Johnstone im Celtic Park. Doch schon im Februar 2021 kehrte er nach nur 13 Ligaeinsätzen zu Hapoel Be’er Scheva zurück.

### Nationalmannschaft
Abd Elhamed war im Jahr 2009 bei den Juniorennationalmannschaften der israelischen U-18 und U-19 aktiv. Am 10. Juni 2019 debütierte der Innenverteidiger unter dem österreichischen Trainer Andy Herzog in der A-Nationalmannschaft. Er wurde dabei im EM-Qualifikationsspiel gegen Polen für seinen Vereinskollegen von Celtic, Nir Biton, in der 82. Spielminute eingewechselt.

## Erfolge
mit Hapoel Be’er Scheva:
- Israelischer Meister: 2018

mit Celtic Glasgow:
- Schottischer Meister: 2020
- Schottischer Ligapokal: 2020
- Schottischer Pokalsieger: 2020